# 城东街道 (贺州市)
城东街道，是中华人民共和国广西壮族自治区贺州市八步区下辖的一个乡镇级行政单位。

## 行政区划
城东街道下辖以下地区：
建中社区、灵峰社区、太白社区和灵凤村。